# Even Given the Worthless "Appraiser" Class, I'm Actually the Strongest
Навіть попри нікчемний клас «Оцінювач», насправді я найсильніший (яп. 不遇職【鑑定士】が実は最強だった～奈落で鍛えた最強の【神眼】で無双する～, Fugūshoku "Kanteishi" ga Jitsu wa Saikyō Datta: Naraku de Kitaeta Saikyō no "Shingan" de Musō Suru, Even Given the Worthless "Appraiser" Class, I'm Actually the Strongest) — ранобе, написане Ібаракіно та проілюстрована Хітакі Юу. Серіалізація відбувалася в мережі з грудня 2019 року по січень 2022 року на платформі Shōsetsuka ni Narō. Згодом твір був придбаний видавництвом Kodansha, яке з жовтня 2020 року випустило три томи у своєму імпринті Kodansha Ranobe Books. Манґа-адаптація з ілюстраціями Морохоші Фудзі публікується в мережі на сайті Magazine Pocket від Kodansha з липня 2020 року та зібрана у чотирнадцять танкобонів. У Північній Америці цифрову ліцензію на манґу отримала Kodansha USA. Аніме-адаптація, створена студією Okuruto Noboru, вийшла в ефір у січні 2025 року.

## Персонажі
Айн (яп. アイン, Ain)
Сейю: Кікуносуке Тоя
Головний герой, молодий хлопець за фахом «оцінювач», покинутий у підземеллі, врятований Юрією і навчений Урсулою.
Юрі (яп. ユーリ)
Сейю: Хікару Тоно
Дух одного зі Світових дерев який врятував Айна з'являється у вигляді молодої білявої ельфійки.
Урсула (яп. ウルスラ, Urusura)
Сейю: Саюмі Сузусіро
Опікун Юрії, який діє як її мати.
Піна (яп. ピナ)
Сейю: Ю Серізава
Ще один дух Світового Дерева, сестра Юрії.
Курохіме (яп. 黒姫)
Сейю: Мінамі Цуда
Доглядає за Піною.
Аліс (яп. アリス, Arisu)
Сейю: Кана Ічіносе
Духи іншого Світового Дерева та бібліотекарка
Акахане (яп. 朱羽)
Сейю: Аймі
Опікунка Аліси.
Джаспер (яп. ジャスパー, Jasupā)
Сейю: Такео Цука
Голова торгової гільдії Гінох, який стає другом Айна.
Зойд (яп. ゾイド, Zoido)
Сейю: Дайсуке Намікава
Лідер групи, яка зрадила Айна і залишила його помирати в підземеллі.
Єхидна (яп. エキドナ, Ekidona)
Сейю: Ханадзава Кана
Первісне Світове Дерево, яке породило інші 8.

## Медіа

### Ранобе
Написане Ібаракіно ранобе Навіть попри нікчемний клас «Оцінювач», насправді я найсильніший серіалізувалося на платформі Shōsetsuka ni Narō з 14 грудня 2019 року по 4 січня 2022 року. Згодом твір був придбаний Kodansha, яка розпочала його публікацію у форматі ранобе з ілюстраціями Хітакі Юу в імпринті Kodansha Ranobe Books 2 жовтня 2020 року. Станом на липень 2024 року випущено три томи.
| № | Дата виходу    | ISBN                   |
| - | -------------- | ---------------------- |
| 1 | 2 жовтня, 2020 | ISBN 978-4-06-520918-9 |
| 2 | 2 травня, 2022 | ISBN 978-4-06-524580-4 |
| 3 | 2 липня, 2024  | ISBN 978-4-06-536481-9 |

### Манґа
Манґа-адаптація з ілюстраціями Морохоші Фудзі розпочала серіалізацію на сайті та в додатку Magazine Pocket від Kodansha 29 липня 2020 року. Перший том танкобону було випущено 9 листопада 2020 року. Станом на січень 2025 року опубліковано чотирнадцять томів.
30 вересня 2021 року Kodansha USA оголосила про отримання ліцензії на цифрову публікацію серії англійською мовою. Також Kodansha випускає серію англійською на своєму сервісі K Manga.
| №  | Дата виходу       | ISBN                   |
| -- | ----------------- | ---------------------- |
| 1  | 9 листопада, 2020 | ISBN 978-4-06-521572-2 |
| 2  | 9 березня, 2021   | ISBN 978-4-06-522646-9 |
| 3  | 9 липня, 2021     | ISBN 978-4-06-524038-0 |
| 4  | 9 листопада, 2021 | ISBN 978-4-06-525992-4 |
| 5  | 9 березня, 2021   | ISBN 978-4-06-527277-0 |
| 6  | 8 липня, 2022     | ISBN 978-4-06-528385-1 |
| 7  | 9 листопада, 2022 | ISBN 978-4-06-529640-0 |
| 8  | 9 березня, 2023   | ISBN 978-4-06-530924-7 |
| 9  | 7 липня, 2023     | ISBN 978-4-06-532177-5 |
| 10 | 9 грудня, 2023    | ISBN 978-4-06-533513-0 |
| 11 | 8 березня, 2024   | ISBN 978-4-06-534874-1 |
| 12 | 9 липня, 2024     | ISBN 978-4-06-536119-1 |
| 13 | 8 листопада, 2024 | ISBN 978-4-06-537420-7 |
| 14 | 8 січня, 2025     | ISBN 978-4-06-538059-8 |

### Аніме
Аніме-адаптація телевізійного серіалу була анонсована 26 червня 2024 року. Виробництвом займалась студія Okuruto Noboru, режисером виступив Кента Оніші, сценарій написала Токо Мачіда, дизайн персонажів розробила Саюрі Сакімото, а музику створили Сатоші Хоно та Каорі Накано. Прем'єра серіалу відбулася 9 січня 2025 року на Tokyo MX та BS11. Початковою темою є «Crescendo» у виконанні Asterism, а завершальною темою є «Rock wa Shinanai» (яп. ロックは死なない) у виконанні 22/7. Crunchyroll транслює серіал. Muse Communication ліцензувала серіал у Південно-Східній Азії.

#### Список серій
| № серії | Назва серії                                                                                             | Режисер(и)      | Сценарист(и)       | Режисер(и) анімації | Оригінальна дата показу |
| ------- | --- | --------------- | ------------------ | ------------------- | ----------------------- |
| 1       | «"Appraiser" Is A Worthless Class» Транслітерація: «Kantei-shi wa Fugū-shoku» (яп. 鑑定士は不遇職)      | Тацуя Сасакі    | Токо Мачіда        | Хіроакі Йосікава    | 9 січня 2025            |
| 2       | «Super Appraise with My Spirit Eye» Транслітерація: «Seirei no Me de Chō-kantei» (яп. 精霊の目で超鑑定) | Юкі Номура      | Токо Мачіда        | Хіроакі Йосікава    | 16 січня 2025           |
| 3       | «Revenge Match» Транслітерація: «Ribenji Matchi» (яп. リベンジマッチ)                                   | Кенія Уено      | Йошікадзу Томінага | Хіроакі Йосікава    | 23 січня 2025           |
| 4       | «Searching for the Sisters» Транслітерація: «Shimai o Sagashi te» (яп. 姉妹を探して)                    | Тацуя Сасакі    | Токо Мачіда        | Тацуя Сасакі        | 30 січня 2025           |
| 5       | «Behemoth Subjugation Request» Транслітерація: «Behīmosu Tōbatsu Irai» (яп. ベヒーモス討伐依頼)         | Кен Кійота      | Йошікадзу Томінага | Хіроакі Йосікава    | 6 лютого 2025           |
| 6       | «VS. Zoid» Транслітерація: «Bāsasu Zoido» (яп. VS. ゾイド)                                              | Юкі Нішіхата    | Токо Мачіда        | Юкі Нішіхата        | 13 лютого 2025          |
| 7       | «The Girl of the Forbidden Library» Транслітерація: «Kinsho-ko no Shōjo» (яп. 禁書庫の少女)             | Джарретт Мартін | Йошікадзу Томінага | Джарретт Мартін     | 20 лютого 2025          |
| 8       | «Nigun's Shadow» Транслітерація: «Nigun no Kage» (яп. ニグンの陰)                                       | Тацуя Сасакі    | Токо Мачіда        | Хіроакі Йосікава    | 27 лютого 2025          |
| 9       | «Rise to Action» Транслітерація: «Kekki» (яп. 決起)                                                     | Джарретт Мартін | Токо Мачіда        | Джарретт Мартін     | 6 березня 2025          |
| 10      | «Nigun's Darkness» Транслітерація: «Nigun no Yami» (яп. ニグンの闇)                                     | Юкі Нішіхата    | Йошікадзу Томінага | Юкі Нішіхата        | 13 березня 2025         |
| 11      | «The Demon Ioana» Транслітерація: «Mazoku Ioana» (яп. 魔族イオアナ)                                     | Буде визначено  | Буде визначено     | Буде оголошено      | 20 березня 2025         |
| 12      | Буде оголошено                                                                                          | Буде визначено  | Буде визначено     | Буде оголошено      | 27 березня 2025         |